# Hangable Auto Bulb
Hangable Auto Bulb è un album del musicista Richard D. James pubblicato il 16 ottobre 1995 dalla Warp Records con lo pseudonimo AFX.
L'album è suddiviso in due EP in vinile 12 pollici, di cui il secondo uscito a otto settimane dal primo, e in edizione limitata a mille copie ciascuno. È stato ristampato nel 2005 in versione CD singolo contenente le tracce di entrambi gli EP.
Questo album segna una svolta nello stile di James. Partendo da lavori precedenti come Donkey Rhubarb e ...I Care Because You Do, influenzato dai primi EP di Luke Vibert, e sperimentando in ambito breakbeat e drum and bass, AFX porrà le basi per le nuove sonorità che vedranno la luce con la serie Analord dieci anni più tardi.

## Tracce
Hangable Auto Bulb
1. Children Talking – 5:19
2. Hangable Auto Bulb – 6:48
3. Laughable Butane Bob – 3:02
4. Bit – 0:11
5. Custodian Discount – 4:25
6. Wabby Legs – 5:29

Hangable Auto Bulb 2
1. Every Day – 3:44
2. Arched Maid Via RDJ – 5:20

## Curiosità
In alcune copie della versione in CD, le tracce Every Day e Arched Maid Via RDJ vengono erroneamente invertite.
Come anche in ...I Care Because You Do, alcuni titoli sono anagrammi:
- "Analogue Bubblebath": Laughable Butane Bob
- "Analogue Bublbbath": Hangable Auto Bulb
- "Richard David Jame": Arched Maid Via RDJ